# Пантелеймонівська церква (Полтава)

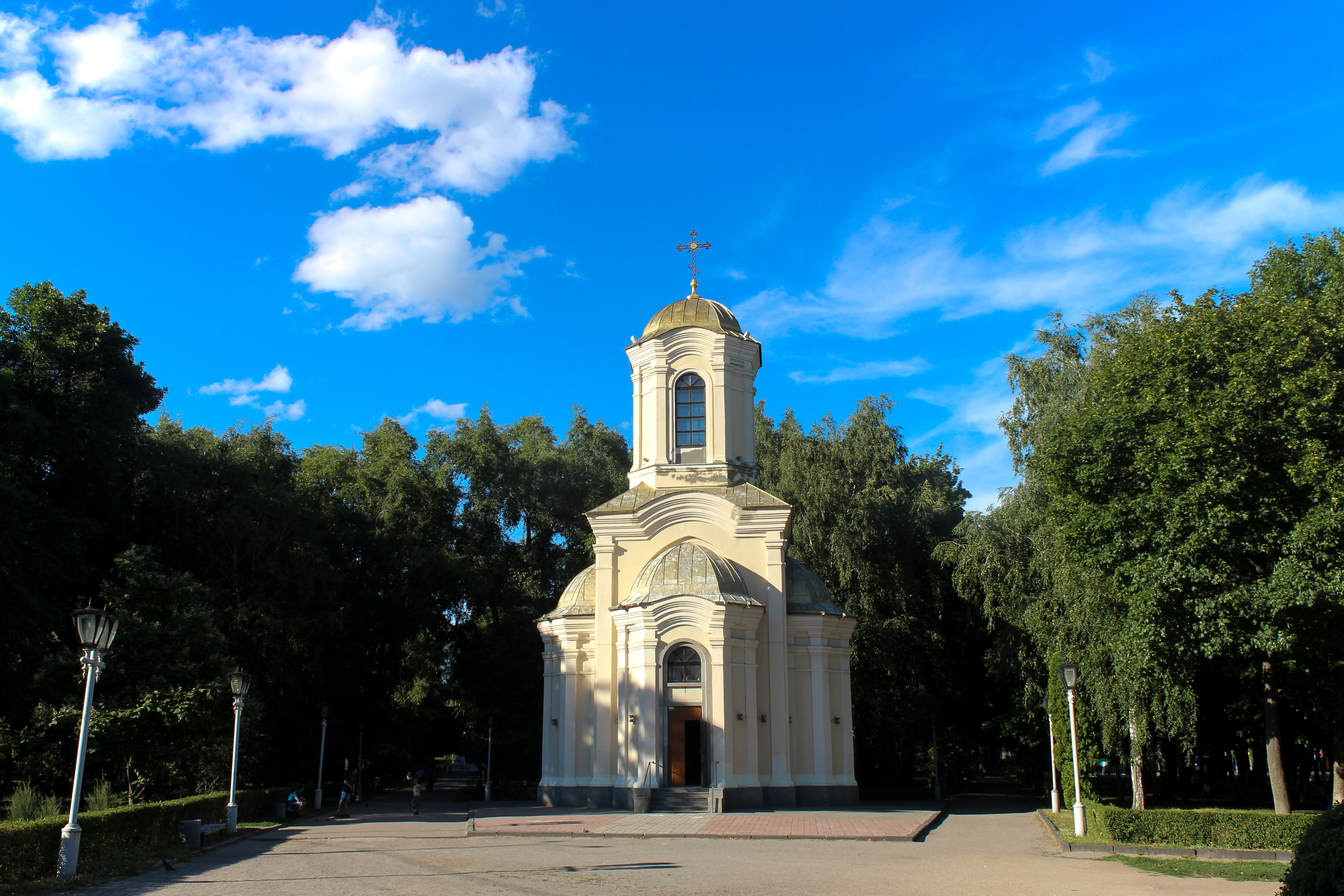
Церква Пантелеймона Цілителя

Церква Пантелеймона Цілителя — українська православна церква Полтавської єпархії у м. Полтава по вулиці Фрунзе, 64.

## Історія
Неподалік того місця, де кілька років тому почали зводити храм на честь Святого великомученика і цілителя Пантелеймона, довгий час стояв інший храм, відомий ще з 1740 року, — Всехсвятська церква. Спочатку вона була дерев'яною, знаходилася на території цвинтаря (вул. Новий Базар), а 1808 року її перенесли на територію старого цвинтаря (зараз парк ім. Котляревського). У 1858—1864 роках було збудовано кам'яну п'ятиголовну Всехсвятську церкву з двома вежами-дзвіницями по обидва боки головного входу. Під нею влаштували склепи з численними похованнями.
Всехсвятську церкву було розібрано у 1960—1962 роках. На її території споруджено меморіальний комплекс Солдатської Слави. У 1941—1943 роках на території цвинтаря та концтабору, що знаходився неподалік, було замучено понад 3,5 тисячі людей — мирних жителів, військовополонених, партизанів та підпільників. Меморіальний комплекс Солдатської Слави відкрили у 1969 році та перенесли туди останки радянських воїнів, які загинули в боях за Полтаву.
У 1999—2000 роках за рішенням міської влади Полтави неподалік місця знаходження зруйнованої Всехсвятської церкви було розпочато будівництво храму Святого великомученика та цілителя Пантелеимона. Автори проекту — Ст. Трегубов та О. Білявська.
19 вересня 2000 року відбулося освячення церкви, а 23 вересня — перша Божественна Літургія.

## Цікавий факт
Відома церква завдяки службовцю в ній в кінці 19 століття священика попа Г. А. Гапона, який був лідером християнської профспілки Санкт-Петербурга. Знаменитий він організацією масової ходи робітників у день «Кривавої неділі».